# Península Sorrentina
A península Sorrentina (em italiano:  Penisola sorrentina) é uma península do sul da Itália que separa o golfo de Nápoles a norte, do golfo de Salerno a sul. A península recebeu este nome a partir da cidade principal, Sorrento, que fica a norte (do golfo de Nápoles) na costa. A Costa Amalfitana está na costa meridional. A ilha de Capri situa-se na ponta mias ocidental da península no mar Tirreno. Toda a região é um destino importante para o turismo.